# اینابه، میه
اینابه در استان میه در کشور ژاپن واقع شده‌است  که دارای جمعیت ۴۶٬۶۷۶ نفر و مساحت ۲۱۹٫۵۸ کیلومتر مربع با تراکم جمعیت ۲۱۳  نفر در کیلومترمربع است و در تاریخ ۱ دسامبر ۲۰۰۳ به عنوان شهر شناخته شد.